# 强竹
强竹（学名：Phyllostachys heterocycla  cv. Obliquinoda）为剛竹屬龜甲竹下的一个品种/栽培型。